# Torre-Cardela
Die Gemeinde Torre-Cardela liegt in der Provinz Granada in  Spanien.
In einer Höhe von etwa 1200 Metern über dem Meeresspiegel und mit 712 Einwohnern (Stand: 2024) Einwohnern ist Torre-Cardela ein typisches Dorf in Südspanien.
Das Dorf Torre-Cardela besitzt einen alten maurischen Turm, der zurzeit überholt wird.